# 1768
Năm 1768 (số La Mã: MDCCLXVIII) là một năm nhuận bắt đầu từ ngày Thứ Sáu trong lịch Gregory (hoặc là một năm nhuận bắt đầu từ ngày thứ ba của lịch Julius chậm hơn 11 ngày).

## Sinh
- 07 tháng 1 - Joseph Bonaparte, vua của Napoli và Tây Ban Nha (mất 1844)
- 28 tháng 1 - Frederik VI của Đan Mạch (mất 1839)
- 12 tháng 2 - Franz II, Hoàng đế La Mã Thần thánh (mất 1835)
- 13 tháng 2 - Édouard Adolphe Casimir Joseph Mortier, Pháp soái (mất 1835)
- 21 tháng 3 - Jean Baptiste Joseph Fourier, nhà toán học và vật lý học Pháp (mất 1830)
- 22 tháng ba - Melesina rãnh, Ailen sinh ra nhà văn, nhà xa hội (mất 1827)
- 03 tháng 5 - Charles Tennant, nhà hóa học và nhà công nghiệp người Scotland (mất 1838)
- 17 tháng 5 - Caroline xứ Braunschweig-Wolfenbüttel, vương hậu của George IV của Vương quốc Anh (mất 1821)
- 17 tháng 5 - Henry Paget, 1 Hán của Anglesey, người Anh (mất 1854)
- 20 tháng 5 - Dolley Madison, Đệ Nhất Phu nhân Hoa Kỳ (mất 1849)
- 09 tháng 6 - Samuel Slater, nhà tư bản công nghiệp người Mỹ (mất 1835)
- 27 tháng 7 - Charlotte Corday. Pháp murderess của Jean-Paul Marat (mất 1793)
- 6 Tháng 8 - Jean-Baptiste Bessières, Pháp soái (mất 1813)
- 04 tháng 9 - François-René de Chateaubriand, nhà văn người Pháp và ngoại giao (mất 1848)
- 23 tháng 9 - William Wallace, nhà toán học người Scotland (mất 1843)
- 2 tháng 10 - William Carr Beresford, 1 Viscount Beresford, chính trị gia Anh (mất 1854)
- 3 tháng 11 - Karađorđe Petrović, lãnh đạo Serbia khởi nghĩa Serbia lần đầu chống lại Đế quốc Ottoman, và người sáng lập của Nhà Karađorđević của Serbia (mất 1817)
- 18 tháng 11 - Zacharias Werner, nhà tôn giáo nhà thơ Đức (mất 1823)
- 18 tháng 11 - José Ruiz de Marchena Cueto, nhà văn người Tây Ban Nha (mất 1821)
- 21 tháng 11 - Friedrich Schleiermacher, nhà thần học Đức (mất 1834)